# Rocket to Russia
Rocket to Russia é o terceiro álbum de estúdio da banda americana de punk rock Ramones, lançado em 4 de novembro de 1977 pelo selo Sire Records. O título é considerado uma brincadeira com o estado global de Guerra Fria vigente no momento. Musicalmente, o álbum incorpora o surf rock e outras influências.
Ele é considerado um dos discos fundamentais da banda e do gênero punk, e inclui algumas das canções mais conhecidas dos Ramones, como "Sheena Is a Punk Rocker" e "Teenage Lobotomy". Em 2003, o álbum foi colocado número 106 na lista da revista Rolling Stone dos 500 melhores álbuns de todos os tempos. Foi o último álbum com o baterista original Tommy Ramone que saiu da banda para trabalhar como produtor musical.

## Concepção

### Contexto
O ano de 1977 foi extremamente significativo para o gênero punk rock nos Estados Unidos, e boa parte da onda inicial de bandas punk de Nova Iorque assinavam contratos de gravação. Os Clubes Punk sediados em Nova Iorque, CBGB e Max Kansas City, começaram a receber um público maior para ouvir essas bandas.  Fãs do punk acreditavam que este estilo musical estaria em breve no topo do mercado, fato que o autor Tom Carson explica: "Estar em Nova York no verão de 1977 era  como estar em São Francisco em 1966 ou 67, ou em Londres quando os Beatles e os Rolling Stones estouraram".
No verão de 1977, "Sheena Is a Punk Rocker" foi lançada como primeiro single e 'prenúncio" do album, sendo um outtake do disco anterior da banda, Leave Home. Ela foi incluída no álbum, após a música "Carbona Not Glue" ter sido excluída devido a um processo movido pela fabrica do produto de limpeza CARBONA. Porém, Sheena foi lançada "oficialmente" no terceiro álbum, Rocket to Russia, em 1977. Ela viria a ser considerada uma das 100 maiores canções de rock da história. 

### Gravação e Produção
A Sire Records liberou à banda um orçamento entre US $ 25.000 e US $ 30.000 para produzir o álbum, o que era um orçamento consideravelmente maior em comparação aos álbuns anteriores da banda. A banda empregou a maior parte do dinheiro na produção do álbum. O aluguel de estúdio foi de US $ 150 por hora, mas a banda geralmente usava o primeiro take das músicas como gravação final. Johnny Ramone explicou que "é melhor gravar rapidamente ... Se o engenheiro de som disser que ficou bom, então passamos para o próximo take. Você não quer sentar lá e fazer besteira. É o seu dinheiro que estão gastando." 
A gravação começou em 21 de agosto de 1977 e aconteceu em Manhattan nos estúdios Media Sound, situado no local de uma antiga igreja episcopal, o que garantia uma boa acústica ao local. Por coincidência uma funcionária que trabalhava no estudo chamava-se Ramona, mas ela foi convidada a se retirar logo no início dos trabalhos, pois Johnny era contra a presença de mulheres no estúdio. Esta mulher não teve nenhuma ligação com a canção "Ramona", figurada no disco, escrita muito antes disto.
No primeiro dia das sessões, o guitarrista Johnny Ramone trouxe uma cópia do single dos Sex Pistols  " God Save the Queen " com ele, observando que aquele tipo de música havia sido " roubada " dos Ramones. Ele enfatizou que o engenheiro de som do álbum, Ed Stasium deveria incorporar uma produção melhor do que a do Sex Pistols, para o qual Stasium respondeu " Sem problemas " Johnny disse: "Esses caras roubaram a gente e eu quero soar melhor do que eles".
Embora o álbum cite Tony Bongiovi e o então baterista da banda Tommy Ramone como os produtores principais, grande parte da produção do álbum foi feita por Stasium, que também tocou camadas de guitarra em Sheena is a punk rocker. Rocket to Russia teve a masterização final feita principalmente no estúdio de Bongiovi, Power Station .  O produtor de discos Phil Spector havia oferecido seus serviços para produzir Rocket to Rússia , mas a banda declinou da oferta, sentindo que o álbum não seria o mesmo sem Tommy e Bongiovi.

### Título, Capa e o tema da guerra fria.
O álbum foi lançado em 04 de novembro de 1977 sob o nome de Rocket to Russia, embora tenha tido o título de trabalho de Ramones Get Well . John Gillespie fez a direção artística do álbum, sendo a foto da capa feita por Danny Fields. Arturo Vega é creditado como Coordenador Artístico, e o editor da Punk Magazine, John Holmstrom como o ilustrador do álbum, que cobrou apenas mil dólares pelo hoje icônico trabalho. Holmstrom e Johnny colaboraram no conceito da capa traseira, eventualmente concebendo um tema militar com desenhos anti-comunistas, de estética remetendo aos desenhos das histórias em quadrinhos da revista Mad. A arte da capa traseira descreve um "pinhead" (mascote da banda) montado em um míssil balístico nuclear, seguindo dos EUA para a União Soviética. O desenho apresenta muitos pontos de referência que dizem respeito à posição global, incluindo o Empire State Building, o edifício do Capitólio, nos Estados Unidos, e da Catedral de São Basílio, em Moscou. Além de desenhos de outros elementos ilustrativos da situação geopolíticas de então, atores da Guerra fria também são mostrados, como Fidel Castro em Cuba, que observa o míssil nervosamente. A capa inclui ainda a figura de um rastafari na Jamaica, numa clara referência ao reggae, estilo musical que na época começava a se tornar um fenômeno global, e que por conta de seu minimalismo atraía a simpatia dos punks. O encarte interior apresenta ainda ilustrações com desenhos alusivos ao conceito básico de cada música.  A ilustração original da capa encontra-se atualmente no Rock and Roll Hall of Fame em Cleveland, Ohio. 
O tema da guerra-fria era um assunto da maior importância em meados dos anos 70. Porem, ao contrário das décadas anteriores, o nível de tensão em torno do tema havia diminuído consideravelmente após a assinatura do tratado de não proliferação de armas nucleares por Lyndon Jonhson em 1968, permitindo que o tipo de abordagem satírica adotada pelos Ramones fosse melhor tolerado, embora o efeito ainda tenha sido provocativo. Embora a imagem dos Ramones como um grupo de idiotas-savant tenha sido meticulosamente calculada pela banda ao ponto desta imagem permanecer indelével no inconsciente coletivo, os quatro rapazes sabiam exatamente o que estavam fazendo e o que queriam para si.   
Segundo o teórico de cultura popular americana Nicholas Rombes, os Ramones ofereciam uma visão de mundo que rejeitava os excessos da contra-cultura na década de 60, e se voltavam, ironicamente, para a ingenuidade dos anos 50. Paralelamente, em termos estéticos, a banda promovia a sua própria limitação musical como afirmação de uma hostilidade em relação ao virtuosismo da década anterior. Elevar a limitação musical ao estado de arte era uma declaração de princípios. O conceito belicista do album Rocket to Russia, que promove uma hecatombe nuclear, era na verdade um símbolo irônico de ojeriza em relação ao discurso de paz e amor, e aos excessos da pretensão psicodélica da música dos anos 60. Os Ramones (e a cena punk novaiorquina) diziam "sim" para o mundo em que viviam, ao contrário da geração anterior. Eles abraçavam tudo que a intelligentsia e os Hippies detestavam: plástico, junk food, filmes B, publicidade e a ausência de culpa em se ganhar dinheiro (embora jamais tenham atingido este objetivo). O autor Ivan Osorio teoriza que o punk rock novaiorquino, juntamente da disco music, foram partes de um processo da contra revolução conservadora que começava a despontar na América, e que teria seu auge nos anos 80 durante a era Reagan.   

### Letras das Músicas e Composições
Em comparação com os álbuns anteriores da banda, as canções de Rocket to Russia mantinham o tradicional minimalismo estrutural, mas eram mais orientadas para a surf music e para o pop bubblegum. Semelhantemente aos álbuns anteriores, as letras combinavam acidez com uma certa ingenuidade e atmosfera de filme-B, integrados ao humor, especificamente humor negro, com temas circulando em torno de situações românticas, drogas, comentários sociais, transtornos mentais e psiquiatria. Incidentalmente, os temas são de certa forma auto-biográficos, uma vez que o baixista Dee Dee Ramone era um viciado, e Joey Ramone, além de ser um romântico incurável, já havia passado uma temporada internado em uma instituição para doentes mentais. Arturo Vega, amigo íntimo dos Ramones (considerado o '"quinto Ramone") e criador do logo da banda afirmou porém que nem Dee Dee nem Joey eram freaks, mas que associar a própria arte à doença mental era uma forma de afirmá-la como arte marginal.
O álbum abre com "Cretin Hop", que presta homenagem ao fãs dos Ramones, e foi inspirada pela Cretin Avenue of St. Paul, Minnesota. Quando a peça era tocada em concertos, a banda executava a dança pogo no palco.  "Rockaway Beach" foi escrita pelo baixista Dee Dee Ramone, e foi inspirada pelos Beach Boys, juntamente com outras bandas de surf music. O título refere-se a um bairro e praia localizada em Queens, New York, da qual Dee Dee era um fã, tal como confirmado por Tommy e Joey.  "I Don't Care" é composta de três acordes e apresenta uma composição de texto mínima. A canção é uma das primeiras peças escritas pela banda, e foi originalmente gravada como uma demo (relançada em 2001 numa edição expandida do álbum de estréia dos Ramones). "Sheena Is A Punk Rocker" foi escrito por Joey, que explicou que a letra é sobre uma jovem alternativa chamada Sheena que desviou-se da popular música disco e da surf music para escutar punk rock. 
"We're a happy family" é uma canção anti-sistêmica que desenvolve uma caricatura da família de classe média americana do final do século. A letra da canção retrata uma família disfuncional, onde o pai é um homossexual enrustido, a mãe viciada em drogas de prescrição médica, e o bebê tem síndrome de abstinência. A letra também fala de como a família é amiga do Presidente dos Estados Unidos e do Papa, e indica ainda que a família vende maconha .  A canção termina com várias linhas diferentes de diálogo falso, que ilustram outros lados da personalidade do letrista Joey, de acordo com seu irmão Mickey Leigh. 
O Lado B do álbum começa com "Teenage Lobotomy", que trata do procedimento cirúrgico lobotomia. A letra descreve como este procedimento pode causar sérias conseqüências para o cérebro. A letra contém a célebre frase "Vou conseguir meu doutorado, eu sou um adolescente lobotomizado".  Rocket to Russia é o primeiro álbum da banda a apresentar duas releituras: "Do You Wanna Dance" (Originalmente interpretada por Bobby Freeman ) e " Surfin 'Bird "(originalmente interpretada pelos The Trashmen).

## Recepção
Rocket to Russia foi bem recebido pela crítica, e foi frequentemente objeto de uma avaliação positiva. Muitos críticos apreciaram a progressão na qualidade do som da banda e da categoria da produção, ao contrário dos álbuns antecessores. Stephen Thomas Erlewine, crítico musical no AllMusic disse que a produção "apenas deu mais força para a música dos Ramones." Ele recompensou o álbum com cinco estrelas em cinco, afirmando que, embora o disco não tenha o impacto revolucionário do álbum de estréia da banda, Rocket to Russia é "o álbum mais audível e agradável" dos Ramones, por causa de seu excedente de ganchos e variações rítmicas. 
O crítico Robert Christgau reafirma que o conteúdo do álbum evoluiu significativamente em relação aos álbuns anteriores. Christgau observou que o álbum tinha "algo para todos" e chamou-lhe de um "clássico do punk-rock ."
  O crítico Dave Marsh da revista Rolling Stone iniciou sua revisão do álbum, afirmando que : " Rocket to Russia é o melhor rock Americano do ano e, possivelmente, o álbum de rock mais engraçado de todos os tempos. ".

### Vendas
No dia 7 de Janeiro de 1978, a banda fez um show de lançamento do disco no New Yorks Palladium, com lotação esgotada, sendo o show de estréia de uma turnê nacional, onde a banda lotava auditórios com até 2500 acentos, uma verdadeira façanha para o grupo. O Jornal The New York Times resenhou o primeiro show da turnê de maneira muito positiva, e segundo Joey Ramone, a banda contava ainda com uma boa quantidade de material promocional providenciado pela gravadora. "Parecia que algo grande estava para acontecer".
Embora a banda tivesse expectativas em torno do álbum, e esperasse que ele gerasse algumas músicas de sucesso, Rocket to Russia vendeu pouco. O álbum entrou nos EUA na parada Billboard 200 , no número 49, tornando ainda assim este álbum um dos mais bem-sucedidos lançamentos dos Ramones.
A baixa de vendas foi em grande parte atribuída ao grupo britânico de punk rock Sex Pistols, que conseguiu afastar as pessoas do gênero punk por causa de seu comportamento anti-social, como colocado pelo autor Brian Bowe. O historiador de rock Legs McNeil relata: "Alfinetes de segurança, lâminas de barbear, cortes de cabelo espetados, grunhidos, vômitos - tudo que não tinha nada a ver com os Ramones - entrou repentinamente em voga, e matou qualquer chance de Rocket to Russia ser executado. "  A primeira e única turnê americana dos Sex Pistols se transformou em um circo da mídia e obscureceu qualquer atenção dada aos Ramones. Esta turnê dos Pistols, iniciada em Atlanta, passaria para a história como um dos momentos mais surreais da cultura pop americana, em razão da colisão entre duas culturas radicalmente diferentes. A turnê resultaria no fim dos próprios Sex pistols.
Joey também concordou que os Sex Pistols eram parcialmente responsáveis pelos baixos números de venda, concluindo que, antes de uma transmissão do programa jornalístico 60 Minutos, que ocorreu na época, focado nos Sex Pistols, Rocket to Russia teve uma execução decente. Após esse fato, Joey afirmou que "todo mundo mudou de opinião, e depois disso as coisas mudaram radicalmente. Eles realmente estragaram as coisas para a gente.". Os Ramones se transformaram em objeto de medo. "Eu me lembro que os jornalistas tinham medo de nos entrevistar e serem espancados. Algumas rádios pensavam isto também. Não fazia o menor sentido" declarou Joey Ramone. A banda permaneceria por longos anos restrita dentro de um circuito underground, e em um estado de frustração perene.
| Críticas profissionais                                                      | Críticas profissionais |
| Avaliações da crítica                                                       | Avaliações da crítica  |
| Fonte                                                                       | Avaliação              |
| --------------------------------------------------------------------------- | ---------------------- |
| allmusic                                                                    | [ 29 ]                 |
| Esta tabela precisa de ser acompanhada por texto em prosa. Consulte o guia. |                        |

## Faixas
| N.º | Título                      | Compositor(es)                    | Duração |  |
| 1.  | "Cretin Hop"                | Ramones                           | 1:55    |  |
| 2.  | "Rockaway Beach"            | Dee Dee Ramone                    | 2:06    |  |
| 3.  | "Here Today, Gone Tomorrow" | Joey Ramone                       | 2:49    |  |
| 4.  | "Locket Love"               | Ramones                           | 2:11    |  |
| 5.  | "I Don't Care"              | Joey Ramone                       | 1:40    |  |
| 6.  | "Sheena Is a Punk Rocker"   | Joey Ramone                       | 2:49    |  |
| 7.  | "We're A Happy Family"      | Ramones                           | 2:40    |  |
| 8.  | "Teenage Lobotomy"          | Ramones                           | 2:01    |  |
| 9.  | "Do You Wanna Dance?"       | Bobby Freeman                     | 1:55    |  |
| 10. | "I Wanna Be Well"           | Ramones                           | 2:28    |  |
| 11. | "I Can't Give You Anything" | Ramones                           | 2:01    |  |
| 12. | "Ramona"                    | Ramones                           | 2:38    |  |
| 13. | "Surfin' Bird"              | White / Frazier / Harris / Wilson | 2:37    |  |
| 14. | "Why Is It Always This Way" | Ramones                           | 2:22    |  |

Faixas bônus (pela Rhino)
1. "Needles and Pins" (demo) (Sonny Bono/ Jack Nitzsche) – 2:24
2. "Slug" (demo) (Joey Ramone) – 2:23
3. "It's a Long Way Back to Germany" (lado B na Inglaterra) – 2:22
4. "I Don't Care" (versão única) – 1:40
5. "Sheena Is a Punk Rocker" – 2:48

## Ramones
- Joey Ramone – vocal líder
- Johnny Ramone – guitarra
- Dee Dee Ramone – baixo, backing vocals
- Tommy Ramone – bateria, produtor

## Pessoal adicional
- Tony Bongiovi – produtor
- Ed Stasium – engenheiro
- Don Berman – assistente do engenheiro
- Greg Calbi – masterização
- Danny Fields – fotografia da capa
- John Holmstrom – arte